# 死生学
死生学（しせいがく）は、英語では「thanatology」や「death studies」などと呼ばれるものに該当し、死についての学問的研究と定義することができる。前者はギリシャ語で「死」を意味するタナトス（ θάνατος）と「言葉・理性・学」などを意味するロゴス（λόγος）が結びついた造語である。日本語の「死生学」は「death and life studies」などと英訳することもある。死にゆく過程や死別後の悲嘆などを理解し、対処する臨床系の死生学と、死や死後についての哲学的、宗教的な思想や観念、つまり死生観や、埋葬法や葬送の実践などを研究する人文系の死生学とがある。

## 定義と特徴
死生学が対象とするのは、人間の消滅、死である。死生学の開拓者の一人、アリエスによれば、「人間は死者を埋葬する唯一の動物」である。この埋葬儀礼はネアンデルタール人にまでさかのぼるもので、それ以来長い歴史の流れの中で、人類は「死に対する態度＝死生観」を養ってきた。死生学はこのような死生観を哲学・医学・心理学・民俗学・文化人類学・宗教・芸術などの研究を通して、人間知性に関するあらゆる側面から解き明かし、「死への準備教育」を目的とする極めて学際的な学問である。死生学は尊厳死問題や医療告知、緩和医療などを背景に、1970年代に確立された新しい学問分野である。

### 死のタブー視への挑戦
現代社会は死を捨象したところに存在し、死をタブー視する社会である。近代以前において死は最も重大な思索の対象であったが、近代に成立した政治思想・社会思想は人間生活から死を追放した。具体的には近代政治理論においては近代国家の使命を、人々の「横死への恐怖」から救い出すものであるとし、近代国家は死なない永生的擬似生命体として不死の存在とされた。近代国家は国民という一つの永続的で集合的な人格に立脚するものであり、したがって近代以前の国家と異なり、観念上近代国家が「死ぬ」ことはあり得ない。同様に「経済人」(homo economicus)としての人間、なかんずくその代表である企業は、生活力旺盛な壮青年のみで構成された死のない集団であり、生のみによって成り立つ世界である。
現代社会において一般化している単婚小家族もこの傾向を深めている。単婚小家族とは中年の男女と子供で成り立つ家族形態であり、子供の成長過程において最も身近な家族の死に直面する機会は成人するまでほぼないと言ってよい。それに対し前近代においては平均寿命が現代より短く、なおかつ家族構成は二世代にわたる形態が一般的であり、普段身近に接している家族の死は数年に一度の割合で訪れる身近なものであった。
死生学は死をタブー視し、死を非日常的なものとしてこれを遠ざけ、そのために死を必要以上に悲惨なものと考え、恐れる現代社会に対して、死に対する心構えという観点から改めて生の価値を問い直そうという試みである。それは死を自分の将来にある必然として見据えることにより、現在の自分の生において何が大切であるのかということを考える営みを提唱するものである。

### 死者と生者

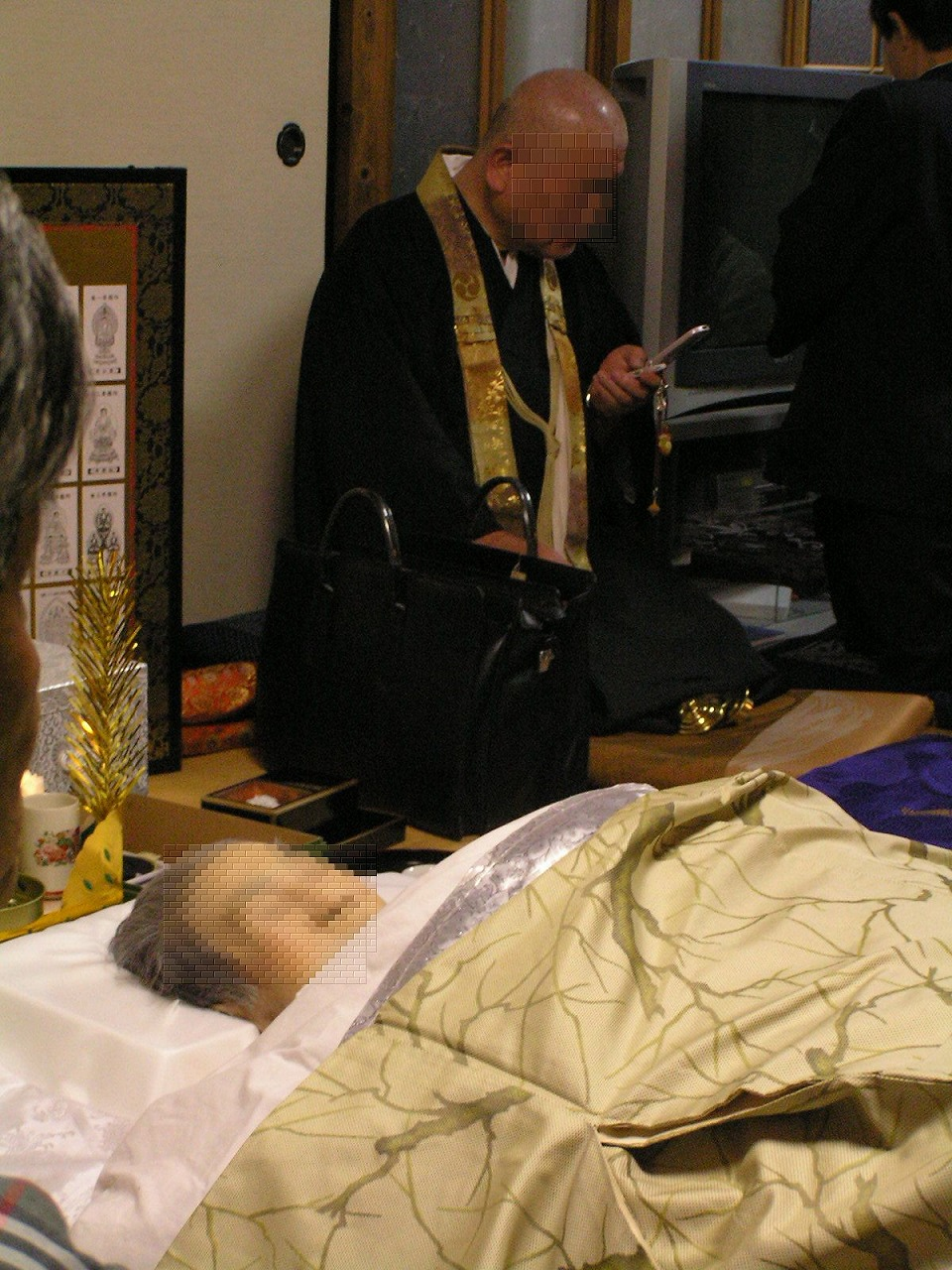
死者と生者が夜を共にする通夜

死は死んだ者だけに悲惨をもたらすのではない。死者に先立たれ、取り残された生者には孤独が残される。生者が身近な者の死の精算に失敗すると大きな後悔が残され、大変な苦痛にさいなまれることになる。死生学は死を個人一人の問題としてではなく、個人と個人の関係性において共有される重大な問題として捉える。たとえば自殺者は自らの悲嘆に囚われるあまり、自殺したあとに残される遺族の心の負担を省みることに乏しい傾向にある。死生学は自殺願望をもつ者の孤独感や絶望感、身近に自殺者が出てしまった人のショックや悲しみに対するケアの方法を研究するとともに、それを踏まえて死生観教育を確立し、自殺予防につなげていくことを提唱している。
また親しい人物が死者となった場合、親密な交友関係や結婚以前の恋愛関係など法的裏付けに乏しい関係は断ち切られる傾向にあり、それが血縁者でない広義の遺族の心の負担につながることが多い。葬式での喪主などは法的関係に基づいて行われるのが一般的なので、場合によっては、法的裏付けのない遺族は死者に対する悲しみを十分に満たされることがない。したがって生きているうちに大切な友人や恋人との関係をある程度公的に認知させておくことは有意義であると死生学は提唱している。
われわれはとかく死の予測不可能性をもって死の非日常性のよりどころとし、それが誰にとっても必然として訪れるということを忘却しがちである。死は自分に訪れるだけでなく身近な人にも当たり前に訪れるもので、しかも身近な人の死は深刻な苦悩を個人にもたらす。死生学は死の必然性に立脚し、このような必然的事実としての死を乗り越えるための学問である。

### 死と公共精神
1980年代にニューヨークのゲイ社会は深刻なAIDSの蔓延に見舞われ、日常的に発病と死が起こっていた。このような危機的状況の中で、ゲイ社会内部に愛人同士、友人同士の看病のネットワークが築かれ、ゲイたちは自分は働きながら病人を看病し、食事や部屋の掃除、下の世話をし、精神的な支えとなった。このように、日常的な死の危機が人間の「情動的」な団結を強固にし、見返りを求めない公共奉仕を促す傾向にあることが指摘されている。

### 背景
20世紀初頭に末期患者を収容し援助する施設としてのホスピスが建てられるようになった。やがて1967年にロンドンに設立された聖クリストファー・ホスピスが現代的ホスピス施設のモデルとなり、1970年代にアメリカ・イギリスの各地でホスピス施設は次々と建てられるようになった。具体的には1970年のアメリカにはわずか3つしかなかったホスピス施設が、1982年には400ほどに増え、1996年には2700を数えるようになった。これとともに当初は収容施設としての形態が一般的であったホスピス運動も、在宅ケアを中心になされるようになった。現在におけるホスピス運動は入院を前提としていたものから、人間らしい人生の終わり方を追求する運動へと変化してきている。このような末期医療の変化が死生学成立の背景となっている。
また人間らしく死ぬ権利を設定することで、過剰な延命措置によって人間尊厳を傷つけられることを拒否するリヴィング・ウィルの考え方の普及も死生学の背景となっている。同様に脳死の解釈を巡る生命倫理に対する関心の高まり、近年指摘される自殺率の上昇もこのような死生学に対する関心を支えるものとなっている。AIDSの蔓延や若年性の病気により、一般に死をあまり意識しない若年層においても、死に直面する事態が起こってきているが、このような状況に置かれたとき、死を非日常的と考える傾向が強い若者の悲嘆と絶望は老人と比べて激しい。したがって「死の準備教育」は死の恐怖を免れていると思われる若者にこそ必要とされるものである。アメリカ・イギリス・ドイツでは小学生時代の比較的早い時期から「死への準備教育」がおこなわれており、日本における教育現場への導入の遅れが指摘されている。

### 研究方法と研究対象
死生学は大きく二つの分野に分けることができる。
- 死生観研究 - 臨床死生学や他の人文諸科学の成果を基礎として、人間の死生観を理論的に解明する死生学分野。
- 臨床死生学 - 医療現場での緩和医療、臨床心理学のカウンセリング、教育現場での死生観教育の実践に関わる死生学分野。

死生学の主要な研究方法としては以下のものがあげられる。
- 心理学的アプローチ
- 医学的アプローチ
- 哲学・宗教的アプローチ
- 社会学・文化人類学的アプローチ

死生学の主要な研究対象としては以下のものがあげられる。
- 死生観
- 死に対する悲嘆とストレス
- 生命倫理
- 末期患者における緩和医療
- 自殺・他殺の予防教育と死にまつわる悲嘆に対する教育

## 死生学史

### 古代哲学と死生観
葬儀という形での死に対する表現の起源は古く、ネアンデルタール人にさかのぼる。古代ギリシアにおいては人のことをbrotoiもしくはthanatoiと呼んだ。いずれも死すべき者という意味である。したがってギリシャ哲学において早くから死は本質的な主題として扱われていた。
ヘラクレイトスは「死後に人を待っているのは、彼らが予期もしなければ、また思いもかけないようなものなのだ」と述べた。ここには死を未来として捉える見方が示されているとともに、そのような未来のもつ二面性が適切に語られている。すなわち現に生きる個人が期待したり恐れたりする対象としての未来と、その未来が現在となったときにその予想や希望とは全く異なった形で現れてくる（あるいは現れてきてしまった）未来である。ここでは未来が現在とは全く関連性のないもので、現在から見れば未来は無に等しいという思想が述べられている。この言葉は死が基本的に予測不可能なものであることを示している。
エピクロスは「死はわれわれにとって何でもないことだ。われわれが存在している間は死は現存しないし、死が存在すればわれわれは現存しない」と述べて、死と生の本質的な無関係性を強調し、それを憂慮するには当たらないとした。しかしこのことは同様に、現在生きている個人が死を迎えるとともに、その存在を失ってしまう運命にあることを的確に捉えている。このことは死の側から眺めやれば、生に確実なものなど何もないということになる。なぜなら死とともに個人は全てを失うものであることが示されているからである。このように人間存在を予期せぬ消滅への存在として捉える見方に対し、ソクラテスとその思想をついだプラトンは、オルペウス教の影響を受けつつ霊魂の不滅を唱えた。霊魂は肉体とは異なる次元に永遠不滅に存在するもので、肉体は死ぬと無に帰するが、霊魂は死後肉体を離れて新たな次元で永遠の幸福に生きると説くものであった。人間存在の本質はこの霊魂であり、肉体がやがて無に帰するにもかかわらず人間が尊厳を有するのは、この霊魂の永遠性によると説かれた。

### 実存主義哲学と死生観
20世紀ドイツの実存主義哲学者ハイデッガーは『存在と時間』を著し、人間を「死への存在」と定義した。ハイデッガーは個人の存在は生きている間つねに「現存在」として存在するが、この現存在は「その都度あること」でしかないために、完結した形で認識されることがない。ところで人間存在は死によって完結するのであるが、死を迎えると今度は「現存在」が存在することはできない。さらに個人はほかの個人の「現存在」から自分の「現存在」を考察することができない。したがって「現存在」はつねに可能性としての「死」から自らを規定しなければならないと述べた。

### 科学としての死生学の成立
現代死生学の草分け的研究としては、1969年に発表されたアメリカの精神科医ロスによる末期患者の心理学的研究がある。ロスは死を宣告された個人が死を受容し、内在化していく過程を一般化し、死の「否認」→死への「怒り」→死との「取引」（自分の人生の再評価）→「抑鬱」→死の「受容」という過程を生きると述べた。この研究により、死の告知とともに生じる悲嘆の段階を見極め、適切なケアを提供することが大事であることが示された。

## 死生学の応用

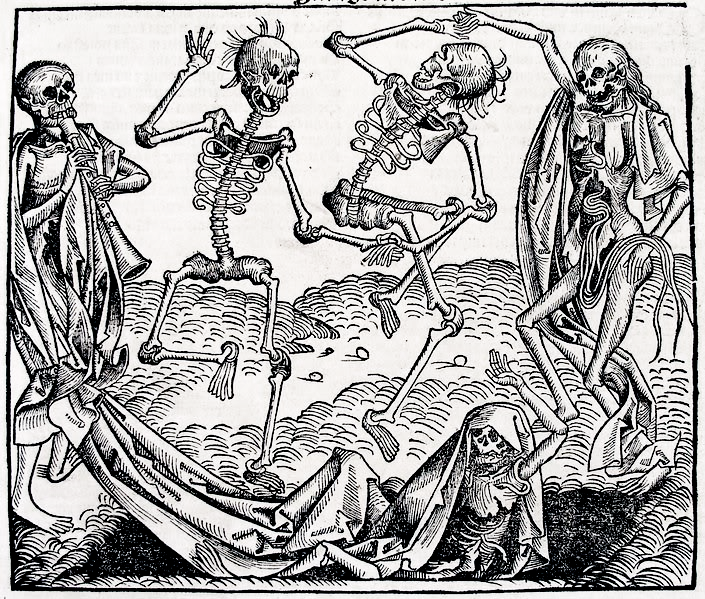
「死の舞踏」
ヨーロッパ各地に印刷物、教会の壁画としてさまざまな「死の舞踏」絵画が残されている。このような絵画にはさまざまな階級の人物が登場し、それらの人々に平等に死が訪れることを示して、死の平等性を主張する姿勢が見られる。また死者と生者が渾然と描かれるものもあり、死者のほうが生者より生き生きしているものもある。心性史の研究によれば、「死の舞踏」は生のはかなさを示す一方で、さまざまな階級の者が葬られた共同墓地と同じように、死の平等性を示し、現実社会に存在する不平等に対する抵抗へと民衆を煽動する構造も持っていた

死生学は臨床死生学が末期患者への緩和医療に応用されているのを始め、関連する諸科学での研究にも応用されている。

### 医療現場での応用
医療現場では、とくに患者への病状告知において、医者本人が死をどう捉えているかが患者への告知態度に大きく影響すること、一般に患者は告知を望む傾向にあり、しかも「死への準備」はなるべく早い段階で行われるほうがよりよい結果をもたらす傾向にあることが死生学の研究によって示されている。また欧米では末期患者が精神的なよりどころとして重視するのは主に宗教であり、精神科医よりは牧師が相談の相手として選ばれる傾向にあることも明らかにされた。ホスピス運動への応用では医師の役割をペインコントロール（痛みの調整）を中心としたものに限定し、ソーシャルワーカーや看護師、精神科医、牧師のトータルケアによって緩和医療を全人格的に支えようという傾向が確立されはじめ、またホスピス運動の充実には地域社会でのボランティアの協力が不可欠であることが強調されている。末期患者に直面する現場医師の側はいつホスピスを中心とした緩和医療に移行させるのかということについて患者とのしかるべき意志疎通を図る必要があり、そのためにも医師自身が「死の準備教育」を受け、「死の過程」について十分心得ておく必要があると死生学は提唱する。スピリチュアルケアも参照。

### 歴史学への応用
1980年代に歴史学の分野である心性史でキリスト教的死生観の研究が全盛期を迎えた。とくにヨーロッパ絵画史において15世紀に登場し、一般的に「死の舞踏」と呼び慣わされてきた一連の教会絵画について従来はペストとの関連性が指摘されるのみにとどまっていたものが、死生観研究に基づいて分析が進み、地域性と時代状況を映し、社会批判と風刺をも意図した非常に多面的な内容を含むものであることが明らかにされた。

### 自殺予防への応用
日本では2006年6月15日自殺対策基本法案（法案の条文）が可決された。この法案に基づいてどのような具体的対策が「国の責務」として行われるかは明らかでないが、教育分野での死生学的観点の導入が期待される。
アメリカではロスアンジェルス自殺予防センター、米国自殺学会の創立メンバーでもあるエドウィン・S・シュナイドマンが自殺・自殺予防の分野の権威として著名である。死生学での著書は1973年度米国出版賞（科学部門）ノミネートの邦訳題『死にゆく時―そして残されるもの』（誠信書房、1980年）などがある。